# سلحفاة (جنس)
السلحفاة هو جنس من السلاحف البرية يعيش في الوطن العربي وغرب آسيا وقارة أوروبا. تعد الأنواع التابعة لهذا الجنس بصورةٍ عامَّةٍ سلاحف صغيرة الحجم، إذ تتراوح أطوالها من بضعة سنتيمتراتٍ إلى أقلّ من نصف متر، وأوزانها من نصف كيلوغرامٍ إلى أقلَّ من 10 كيلوغرامات. أنواع جنس السلحفاة عاشبة في غذائها كمعظم السلاحف، حيث تتغذى على الأعشاب والنباتات، وهي نهارية النشاط. تواجه من هذه السلاحف خطر الانقراض بسبب تهديداتٍ عدة، أبرزها تدمير البيئة الطبيعية، وتجري جهودٌ حالياً لحماية بعضها.

## الأنواع
- السلحفاة مهمازية الورك: تقطن منطقةً واسعةً جداً، تشمل معظم أنحاء الوطن العربي، وتركيا وإيران والقوقاز، وشرق وجنوب القارة الأوروبية.
- السلحفاة المصرية: منقرضة الآن في مصر، وعلى وشك الانقراض في ما تبقَّى من موطنها القديم في ليبيا.
- السلحفاة وسط الآسيوية: تقطن إقليم تركستان التاريخي (كافة وسط آسيا وشمال غرب الصين)، بالإضافة إلى أفغانستان وباكستان وإيران.
- السلحفاة المهمشة: تقطن جنوب وشرق أوروبا.
- سلحفاة هرمان: تقطن جنوب وشرق أوروبا.